# Melapia japonica
Melapia japonica là một loài bướm đêm trong họ Noctuidae.